# Condecoración para el mérito civil bajo el título de San Luis
La condecoración para el mérito civil bajo el título de San Luis era una distinción honorífica del desaparecido ducado de Lucca.

## Historia
En 1834 el duque de Luca, Carlos Luis de Borbón había creado una condecoración homónima para premiar el mérito militar, la condecoración de San Jorge para el mérito militar. El 22 de diciembre de 1836, el duque de Lucca instituye la condecoración del Mérito bajo el título de San Luis. Se  trata de una condecoración consistente en premiar el mérito civil de los ciudadanos del Ducado de Lucca, así como los extranjeros que hubiesen prestado servicios al país. Posteriormente, el 3 de diciembre de 1837, se publica su reglamento.
El 4 de octubre de 1847, Carlos Luis renuncia a la soberanía del ducado, integrándose este en el gran ducado de Toscana, desapareciendo en conseciencia la condecoración. Posteriormente, el 17 de diciembre del mismo año, tras la muerte de María Luisa de Parma, Carlos Luis sucede a esta como soberano del ducado de Parma con el nombre de Carlos II. Dos años después le sucederá su hijo, Carlos III de Parma, que el 11 de agosto de 1849 creará la orden del mérito bajo el título de San Luis, sucesora de la desaparecida decoración del ducado de Lucca.

## Estructura
La condecoración contaba con tres clases:
- Caballeros de primera clase.
- Caballeros de segunda clase.
- Caballeros de tercera clase.

La condecoración contaba con dos oficiales: un canciller y un secretario.

## Insignia
La insignia consistía en una cruz flordeliseada ligadas las hojas de cada una de las flores de lis, con la del brazo siguiente. En el centro de la cruz se disponía un escudo, que mostraba en el anverso la efigie de san Luis IX de Francia y en el reverso, tres flores de lis sobre fondo azul.
Las insignias de los caballeros de primera clase se entregaban en oro, las de la de los de segunda clase en plata esmaltada y las de los de la tercera en plata sin esmaltar.
La cinta era de color azul con dos franjas naranjas estrechas casi al borde de la misma. Las insignias se llevaban en el lado izquierdo del pecho pendidas de la cinta de la decoración.